# North Luffenham
North Luffenham is een civil parish in het bestuurlijke gebied Rutland, in het Engelse graafschap Rutland met 679 inwoners.

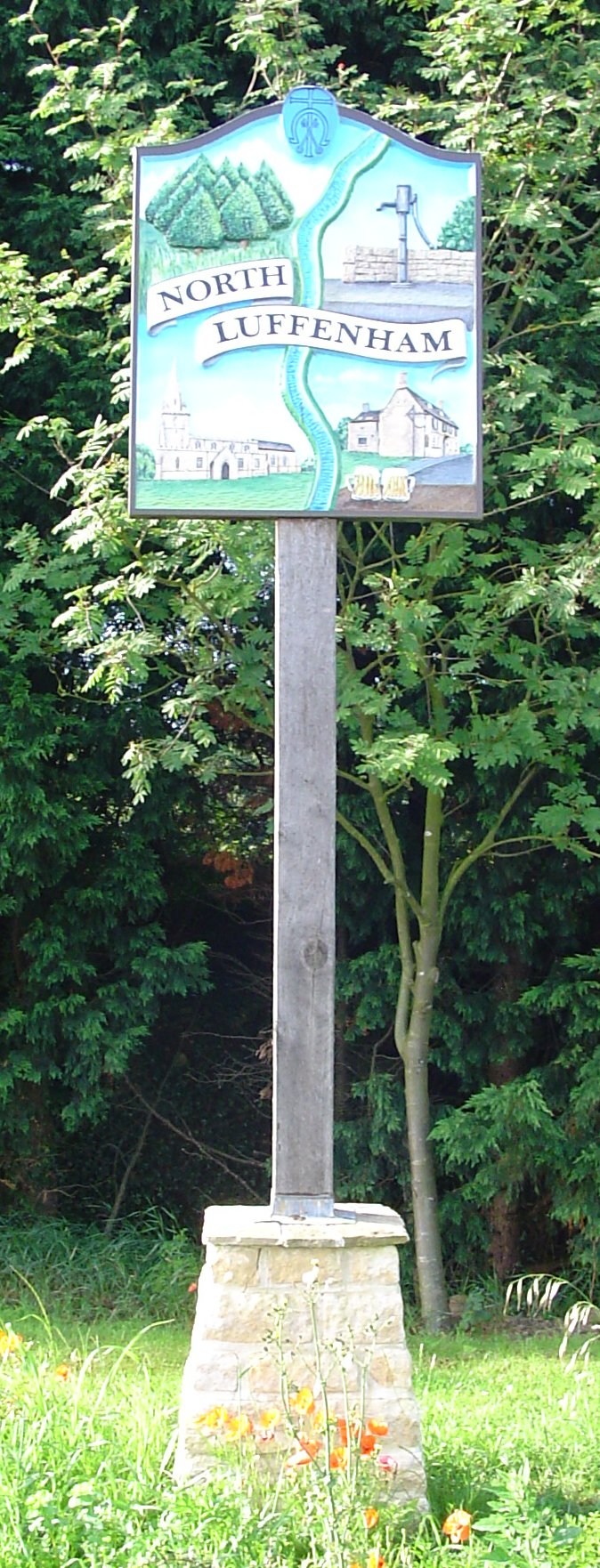
North Luffenham
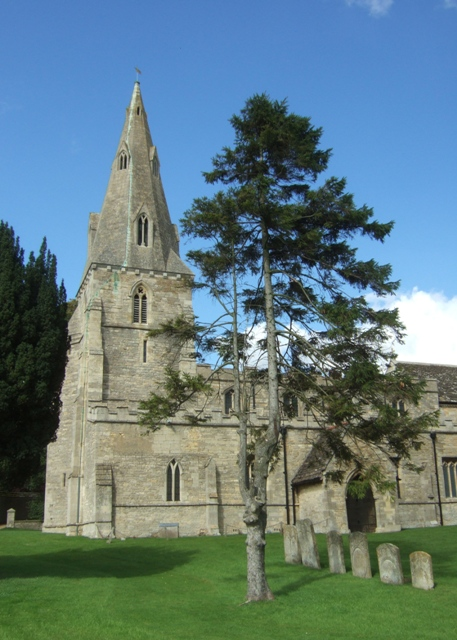
Kerk van St John the Baptist